# Bataille de Más a Tierra
Première Guerre mondiale
Batailles
Batailles des océans Pacifique et Indien
- Fanning
- Zanzibar (en)
- Madras
- Papeete
- Tsingtao
- Rufiji
- Penang
- Coronel
- îles Cocos
- Más a Tierra

La bataille de Más a Tierra est une bataille maritime de la Première Guerre mondiale qui a eu lieu le 14 mars 1915, près de l'île chilienne de Más a Tierra, entre une escadre britannique et un croiseur léger allemand. La bataille a vu la destruction du dernier vestige de l'escadre allemande d'Extrême-Orient lorsque le SMS Dresden fut acculé et coulé dans la baie de Cumberland.

## Contexte
Après s'être échappé de la bataille des Falklands, le SMS Dresden et plusieurs auxiliaires se sont retirés dans l'océan Pacifique pour tenter de reprendre les opérations de raids commerciaux contre les navires alliés. Ces opérations ont peu fait pour arrêter le transport maritime dans la région, mais se sont révélées gênantes pour les Britanniques, qui ont dû dépenser des ressources pour contrer le croiseur. Le 8 mars, son navire étant à court de vivres et ayant besoin de réparations, le capitaine du Dresden décida de cacher son navire et de tenter de charbonner dans la baie de Cumberland près de l'île chilienne de Más a Tierra. En charbonnant dans un port neutre plutôt qu'en mer, le capitaine du Dresden se donnait ainsi la possibilité de faire interner le navire s'il était découvert par des navires ennemis[réf. nécessaire].
Les forces navales britanniques avaient activement recherché le croiseur allemand et avaient intercepté des messages sans fil codés entre des navires allemands. Bien qu'ils possédaient des copies des livres de code allemands capturés, ceux-ci nécessitaient également une « clé » qui était modifiée de temps à autre. Cependant, Charles Stewart, l'officier des transmissions, réussit à décoder un message du Dresden demandant qu'un navire charbonnier le rejoigne aux îles Juan Fernandez au large des côtes chilienne le 9 mars. Une escadre composée des croiseurs HMS Kent et Glasgow ainsi que du croiseur auxiliaire Orama trouvèrent le Dresden au port parce que ses marins avaient rejoint un match de football sur le rivage. Le 14 mars, les navires britanniques acculèrent le Dresden dans la baie, le défiant au combat.

## Bataille
Le Glasgow ouvrit le feu sur le Dresden, endommageant le navire et y mettant le feu. Après avoir riposté pendant une courte période de temps, le capitaine du Dresden décida que la situation était désespérée car son navire était largement dépassé et en infériorité numérique, alors qu'il était coincé dans la baie avec des soutes à charbon vides et des moteurs à bout de souffle. Le capitaine Lüdecke donna l'ordre d'abandonner et de saborder son navire. L'équipage allemand fuit le croiseur dans des canots de sauvetage pour atteindre la sécurité de l'île, qui était un territoire neutre. Les croiseurs britanniques continuèrent à tirer sur le Dresden et sur les bateaux en fuite jusqu'à ce que le croiseur léger finisse par exploser, mais on ne sait pas si l'explosion a été causée par les tirs des navires britanniques ou par des charges de sabordage déclenchées par les Allemands. Après l'explosion du navire, le commandant britannique a ordonné à ses navires de capturer tous les survivants du Dresden. Trois Allemands furent tués au combat et 15 blessés. Les Britanniques n'ont subi aucune victime[réf. nécessaire].

## Conséquences
Avec l'envoi par le fond du Dresden, c'est le dernier vestige de l'escadre allemande d'Extrême-Orient qui fut détruit, puisque tous les autres navires de l'escadre avaient été coulés ou internés. La seule présence résiduelle de l'Allemagne dans l'océan Pacifique consista en quelques navires corsaires tels que le SMS Seeadler et le SMS Wolf. Du fait que l'île de Más a Tierra était une possession du Chili, c'est-à-dire d'un pays neutre, le consulat allemand au Chili protesta en affirmant que les Britanniques avaient violé la loi internationale en attaquant un navire ennemi dans des eaux neutres. Les marins allemands blessés furent emmenés à Valparaiso, au Chili, pour y être soignés ; l'un d'entre eux y mourut plus tard des blessures reçues au combat. Les 315 membres d'équipage du Dresden qui restaient furent internés par le Chili jusqu'à la fin de la guerre, date à laquelle ceux qui ne voulaient pas rester au Chili furent rapatriés en Allemagne. L'un des membres de l'équipage — le lieutenant Wilhelm Canaris, le futur amiral et chef de l'Abwehr — s'échappa en août 1915 et parvint à regagner l'Allemagne, où il retourna au service actif dans la marine impériale.